# Parque de la Florida

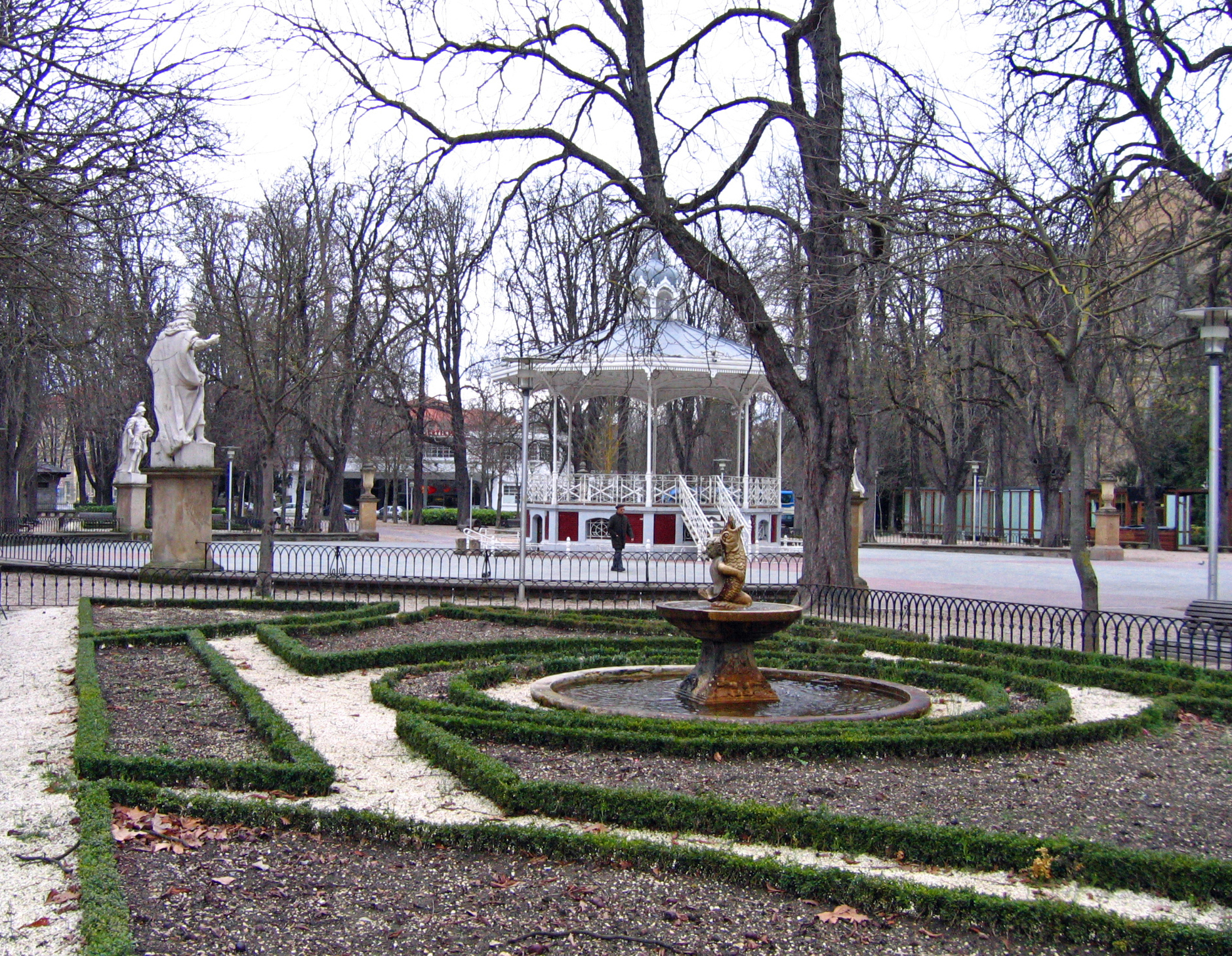
Quiosco

El parque de la Florida es el parque más antiguo de Vitoria, provincia de Álava, y su superficie es de aproximadamente 3,2 hectáreas.

## Historia y descripción
Fue iniciado en 1820 con un pequeño jardín alrededor de un quiosco de música, y ampliado sustancialmente en 1855 con terrenos del antiguo convento de Santa Clara. El parque es de forma ovalada y está atravesado por dos vías principales. Los caminos que facilitan el tránsito de personas en su interior son perpendiculares entre sí y se cruzan en un gran círculo en cuyo centro está el quiosco metálico.

## Arte en La Florida
Repartidas por la parte central del parque hay una serie de estatuas que fueron traídas en 1821 por Ignacio María de Álava, desde Madrid. Las esculturas de piedra, que representan a algunos reyes godos, formaban parte de un conjunto que fue creado en el siglo XVIII para adornar el exterior del Palacio Real de Madrid, pero al final no se emplearon y fueron repartidas por ciudades de toda España.
En La Florida también hay otras esculturas, más modernas, como la estatua en piedra de Manuel Iradier, obra del escultor Lorenzo Ascasibar, ubicada en la entrada al parque por la calle Prado, desde 1956.Las esculturas de Ignacio Aldecoa, escritor, y Wynton Marsalis, trompetista de jazz, adornan otros rincones del parque.
Desde 1962 cada año, en época navideña, se instala en el parque un belén monumental con figuras a tamaño natural.
Junto al parque se ubica el edificio del Parlamento Vasco.

## Itinerario botánico

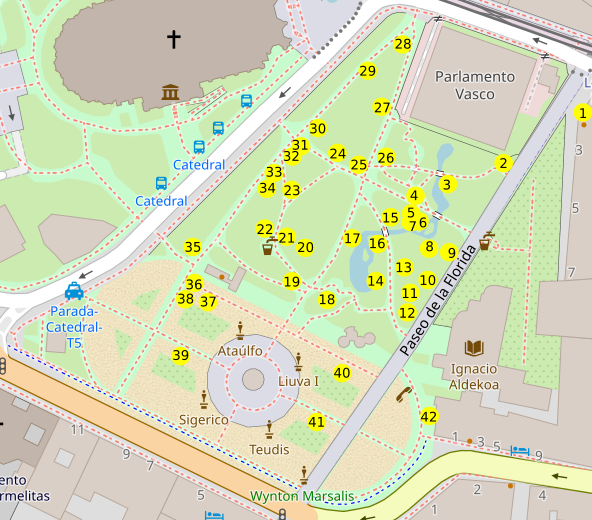
Itinerario botánico

El itinerario botánico del parque de la Florida se compone de árboles y arbustos. Cada pieza dispone de una placa de piedra caliza en el que aparecen grabados un número, una hoja o un fruto, el nombre científico de la especie, su traducción al castellano y al euskera, y algunas de sus características. Las placas están colocadas sobre un bloque de cemento para evitar actos de vandalismo.
El recorrido arranca desde la entrada del Parlamento Vasco y en el suelo se muestra una gran loseta en relieve con la localización de cada árbol y arbusto dentro del parque.
La localización de los 42 ejemplares del itinerario botánico se representan en la imagen adjunta y son los siguientes:
1. Haya europea llorona
2. Nogal negro americano
3. Ginkgo
4. Abedul europeo común
5. Magnolio sureño
6. Aliso italiano
7. Ocozol o liquidámbar americano
8. Picea europea
9. Haya europea de hojas de helecho
10. Fotinia serratifolia
11. Morrionera de hoja rizada
12. Palmera de Chusán
13. Tulipero de Virginia
14. Laurel-cerezo de los Balcanes
15. Avellano de los Balcanes purpúreo
16. Ciprés mediterráneo
17. Picea azul de Colorado
18. Pino himalayo de Wallich
19. Haya europea purpúrea
20. Cedro del Líbano
21. Catalpa sureña
22. Arce plátano falso
23. Estafilea europea
24. Pinsapo
25. Calicanto precoz
26. Fresno del maná
27. Tejo europeo
28. Laurel-cerezo de Portugal
29. Olmo de montaña péndulo
30. Avellano de Turquía
31. Sófora de Japón
32. Secuoya roja
33. Cornejo macho
34. Castaño de Indias amarillo
35. Álamo negro o chopo de Lombardía
36. Castaño de Indias rojo
37. Castaño de Indias de Worlitz
38. Castaño de Indias europeo
39. Tilo de hoja grande
40. Plátano de sombra
41. Roble carballo
42. Tilo plateado